# Regelia inops
Regelia inops là một loài thực vật có hoa trong Họ Đào kim nương. Loài này được (Schauer) Schauer miêu tả khoa học đầu tiên năm 1848.